# Gymnelia hampsoni
Gymnelia hampsoni är en fjärilsart som beskrevs av Klages 1906. Gymnelia hampsoni ingår i släktet Gymnelia och familjen björnspinnare. Inga underarter finns listade i Catalogue of Life.